# Glória imortal dos fundadores de São Paulo
Glória imortal dos fundadores de São Paulo é um monumento localizado em São Paulo, criado por Amedeo Zani e inaugurado em 1925. Encontra-se no Pátio do Colégio.
É considerado um dos principais monumentos do Centro de São Paulo.

## Significado
O monumento reforça o simbolismo do marco zero de São Paulo, em especial por sua conexão com construções nos arredores, que remetem à fundação da cidade. Essa conexão foi parte da simbologia imaginada na definição do concurso para a criação da obra, na primeira década do século XX.
A ideia de construir o monumento deu-se no contexto de um debate entre Adolfo Pinto e Ramos de Azevedo, que versou sobre a construção de uma obra para celebrar a influência histórica de São Paulo.

## Descrição
O monumento foi construído em granito e bronze. O pedestal mede 22 metros por 12 metros. A peça em bronze, no topo, tem as mesmas medidas. É um grande pedestal em granito cinza Mauá, de onde parte uma coluna em granito rosa polido .
A figura no topo é uma representação feminina de São Paulo coroando seus fundadores, que carrega uma tocha na mão direita, um ramo de louros e uma foice na mão esquerda, representando afeição, glória e trabalho, respectivamente.
Nas quatro faces do pedestal, há representações do período colonial de São Paulo, como a missa do padre Manoel de Paiva em 1554, a catequese de Padre Anchieta e a atuação do cacique Tibiriçá na defesa da então vila. Abaixo destas representações também estão medalhões, estampando os perfis de autoridades da época : 
- Martim Afonso de Souza, fundador da vila de São Vicente
- Mem de Sá, Governador Geral do Brasil de 1558 a 1572
- Dom João III, Rei de Portugal entre 1521 e 1557
- Papa Júlio III (1550 a 1555)

## História
Em 1909, foi publicado o edital do concurso para a seleção do melhor projeto de um "Monumento Comemorativo da Fundação de São Paulo" , perpetuando a memória da fundação e homenageando José de Anchieta, Nóbrega e Tibiriçá. Fazia parte da comissão julgadora figuras importantes da sociedade paulistana, como Antônio Prado, Ramos de Azevedo, Júlio de Mesquita. Entre os escultores inscritos estavam Correa Lima, Amadeu Zani, Benedito Calixto, entre outros.
Selecionado por um comitê de avaliação, Zani produziu o monumento entre 1911 e 1913, em Roma. As peças foram fundidas pela empresa Orestes Bongirolami e enviadas em seguida ao Brasil. As peças já se encontravam nos armazéns do Brás (do Sr C. P. Vianna), porém que tiveram que ficar lá durante muitos anos, até a inauguração .
Na seleção, recebeu um prêmio de oitenta contos de réis , que custeou a dedicação ao trabalho.

### Galeria de imagens

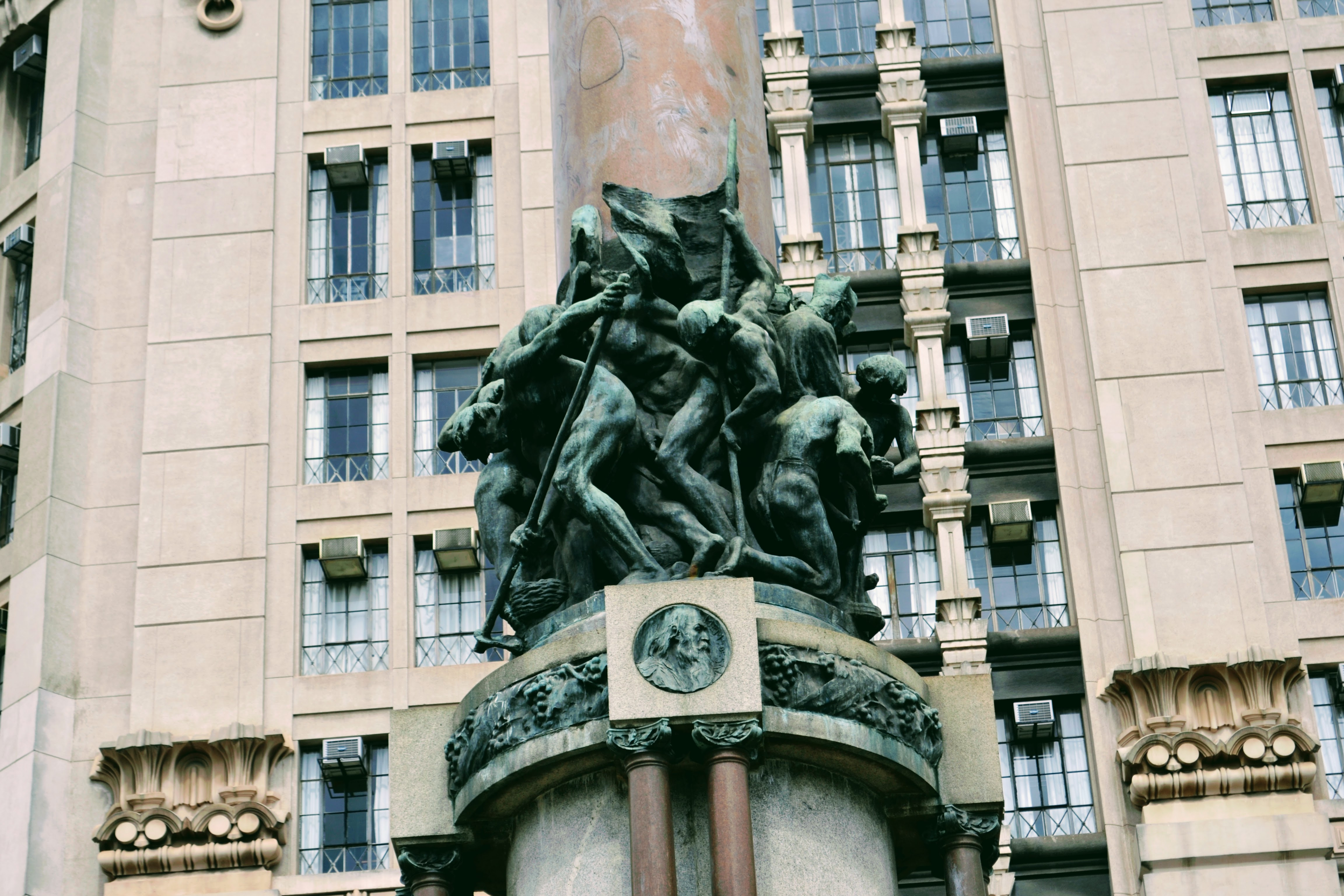
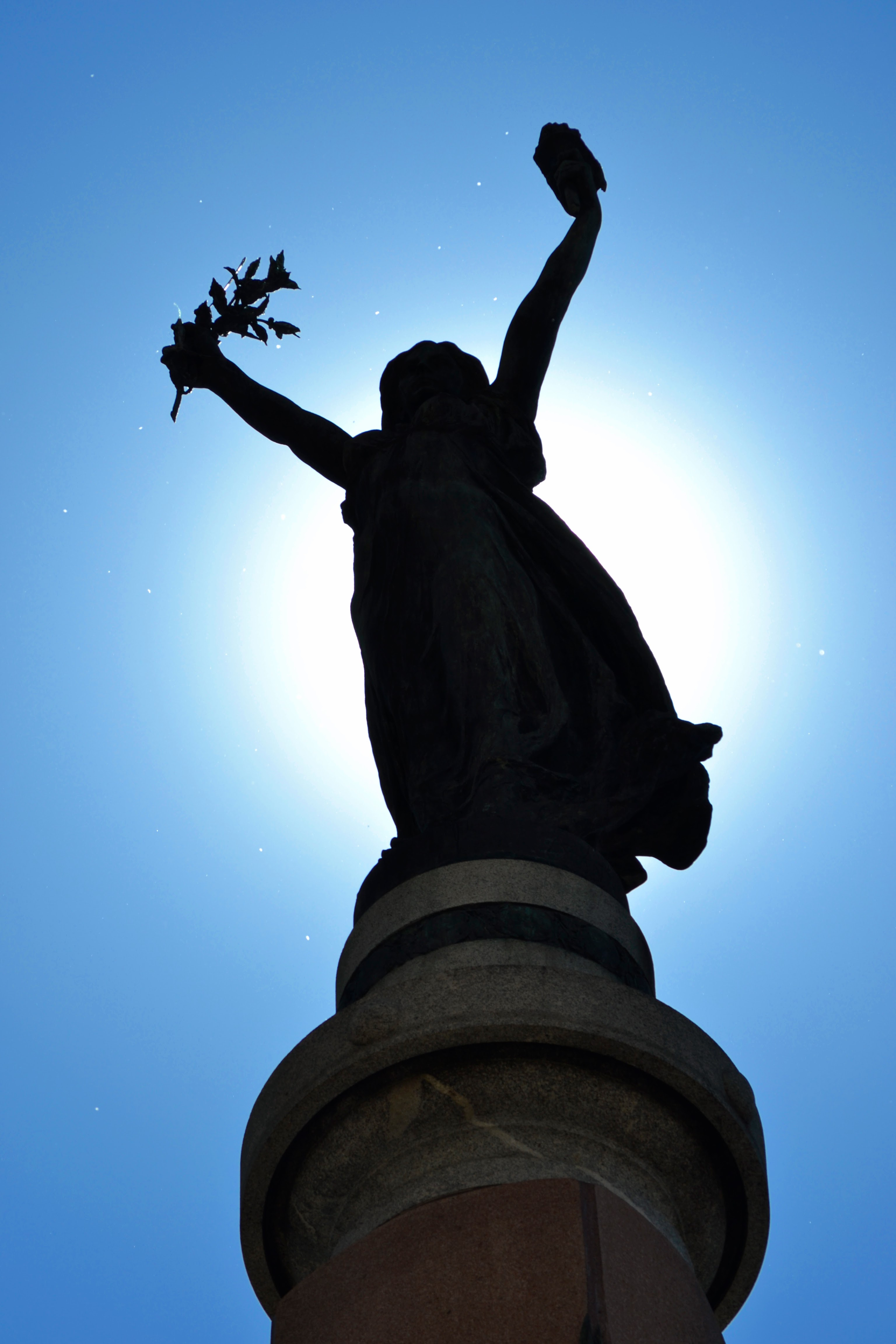
Estátua no topo do monumento
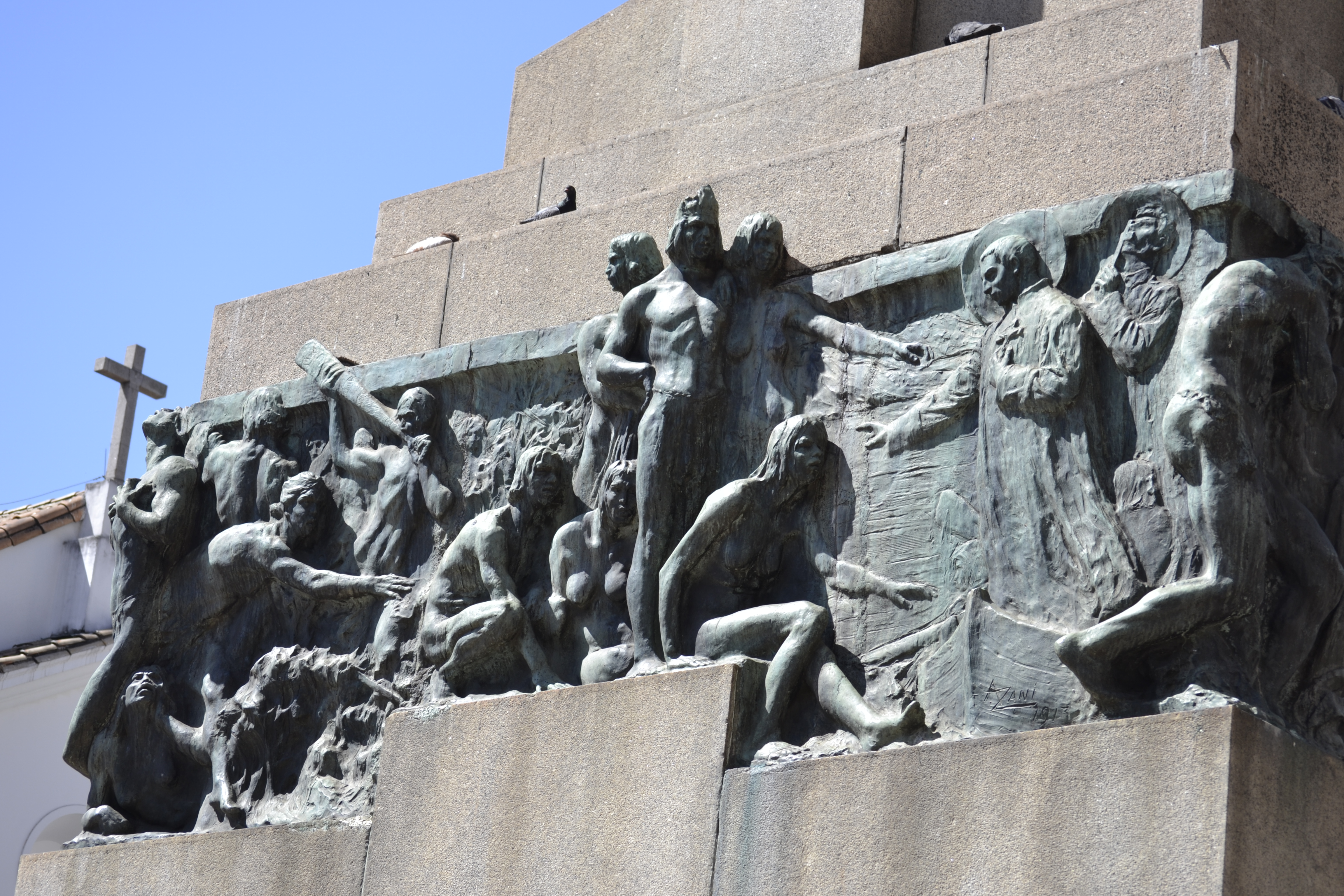
Face do monumento Glória imortal dos fundadores de São Paulo
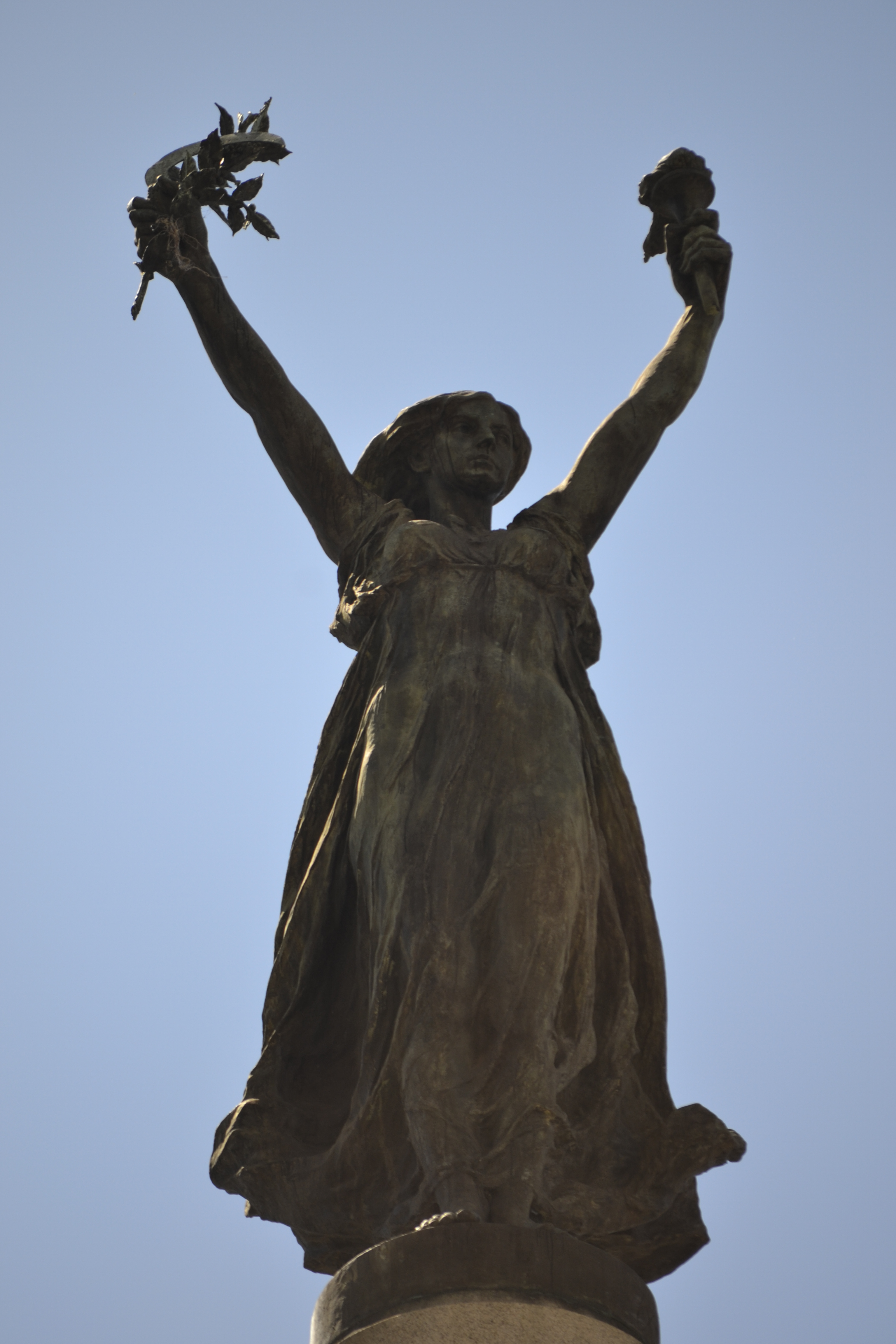